# Hypenula derelicta
Hypenula derelicta är en fjärilsart som beskrevs av George Francis Hampson. Hypenula derelicta ingår i släktet Hypenula och familjen nattflyn. Inga underarter finns listade i Catalogue of Life.